# Ric Hochet
Ric Hochet (deturpação da palavra ricochete), é um repórter do jornal La Rafale que se vê frequentemente envolvido em mistérios, e que colabora na sua resolução.
Criado por dois colaboradores da Revista Tintin, o argumentista A. P. Duchâteau e o desenhador Tibet, surgiu nas páginas desta pela primeira vez em Dezembro de 1958, e teve o seu primeiro álbum publicado em Setembro de 1963.

## Álbuns

### Edição daLivraria Bertrand
- Ric Hochet Contra o Carrasco -
- Investigação no Passado - Novembro de 1974
- O Monstro de Noireville - Setembro de 1975
- Os Signos dos Medos - Março de 1976
- Os 5 Fantasmas - Novembro de 1977

### Edição daPublicações Dom Quixote
- Operação 100 Biliões - Janeiro de 1983
- O Fantasma do Alquimista - Abril de 1983

### Edições daEditorial Futura
- Alerta! Extraterrestres! - 1988
- Inimigo Através dos Séculos - 1989